# Узково (Ярославская область)
Узково – деревня в Покровской сельской администрации Покровского сельского поселения Рыбинского района Ярославской области . 
Деревня находится непосредственно на южной окраине города Рыбинск, в пределах Окружной автомобильной дороги города, между Софийской улицей и правым берегом реки Коровки.  На другом берегу реки посёлок Костино.
На 1 января 2007 года в деревне числилось 10 человек . По почтовым данным в деревне 51 дом. .